# Mandevilla subspicata
Mandevilla subspicata är en oleanderväxtart som först beskrevs av Vahl, och fick sitt nu gällande namn av Markgr.. Mandevilla subspicata ingår i släktet Mandevilla och familjen oleanderväxter. Inga underarter finns listade i Catalogue of Life.